# Pristimantis farisorum
Pristimantis farisorum es una especie de anfibio anuro de la familia Craugastoridae.

## Distribución geográfica
Esta especie es endémica del departamento de Nariño en Colombia. Su localidad tipo es la Reserva Natural Privada Castelví, Departamento de Nariño, Municipio de Pasto (1° 10’ 40,5” N 77° 8’ 52,1” W). Se encuentra a 3074 m sobre el nivel del mar.

## Etimología
Esta especie lleva el nombre en honor a Dick y Marilyn Faris.

## Publicación original
- Mueses-Cisneros, Perdomo-Castillo & Cepeda-Quilindo, 2013: A new species of the genus Pristimantis (Anura: Craugastoridae) from southwestern Colombia. Herpetotropicos, vol. 9, n.º 1/2, p. 37-45[3]